# Волошин, Александр Викторович
Александр Викторович Волошин (род. 28 мая 1983, Минск) — государственный деятель самопровозглашённой Донецкой Народной Республики и России. Сенатор Российской Федерации (с 2023 года), член Комитета Совета Федерации по федеративному устройству, региональной политике, местному самоуправлению и делам Севера.

## Биография
С ноября 2017 по апрель 2023 года — индивидуальный предприниматель, советник врио главы Донецкой Народной Республики (ДНР) Дениса Пушилина по взаимодействию с органами власти РФ.
10 сентября 2023 года был избран депутатом Народного совета ДНР первого созыва по списку партии «Единая Россия» (баллотировался под № 33 списка кандидатов). После избрания сложил мандат в связи с переходом в Совет Федерации.

### Совет Федерации
С 2023 года — член Совета Федерации РФ (сенатор) от парламента Донецкой Народной Республики. 21 сентября 2023 года Народный совет ДНР наделил Александра Волошина полномочиями сенатора — представителя от законодательного органа власти ДНР. В верхней палате парламента сменил Александра Ананченко.